# Liste der Gewässer im Flusssystem der Brettach (Kocher)

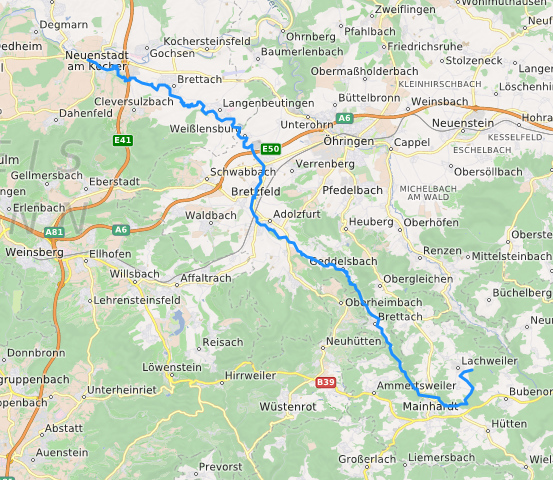
Der Verlauf der Brettach

Diese Liste der Gewässer im Flusssystem der Brettach umfasst die direkten und indirekten Zuflüsse der Brettach, eines Flusses im nordöstlichen Baden-Württemberg im Landkreis Schwäbisch Hall, im Hohenlohekreis und im Landkreis Heilbronn, der nach 42 km langem, etwa nordwestlichem Lauf in Neuenstadt am Kocher von links in den Kocher mündet. Die Brettach hat ein 153 km² großes Einzugsgebiet in den Naturräumen Schwäbisch-Fränkische Waldberge und Hohenloher und Haller Ebene. Sie hat im Mainhardter Wald fast nur recht kurze Zuflüsse und erst ab dem Mittellauf in der Brettachbucht längere.

## Tabelle der großen Zuflüsse
Tabelle der nach Länge oder Einzugsgebiet 10 größten direkten Zuflüsse. Für die Länge und die Quelle wurde jeweils der längste Strang herangezogen. Zum Vergleich auch die entsprechenden Angaben zur Brettach selbst.
Nachweise im folgenden Abschnitt → Hierarchisches Zuflusssystem oder in den Einzelartikeln. Die den → Einzelnachweisen ganz unten vorgestellte Onlinekarte (mit topographischem Hintergrundlayer und Gewässerlayern) zeigt ein Gesamtbild des Einzugsgebietes.
| Name       | GKZ       | Seite  | Stat. km | Länge km | EZG km² | Mündung Ort                               | m ü. NHN | Ursprung Ort                                         | m ü. NHN | Bemerkung                                          |
| ---------- | --------- | ------ | -------- | -------- | ------- | ----------------------------------------- | -------- | ---------------------------------------------------- | -------- | -------------------------------------------------- |
| Benzenbach | 23868-200 | rechts | 36,0     | 03,5     | 003,7   | ⊙ vor Mainhardt-Vordermühle               | 404      | ⊙ westlich von Mainhardt-Dürrnast am Kibitzensee     | 476      | Strang Kibitzenseebach → Benzenbach                |
| Bernbach   | 23868-400 | links  | 22,2     | 09,1     | 017,9   | ⊙ bei Bretzfeld-Wiesental                 | 225      | ⊙ westlich von Wüstenrot-Horkenbrück am Horkenberg   | 470      |                                                    |
| Gabelbach  | 23868-520 | links  | 19,8     | 07,0     | 009,4   | ⊙ in Bretzfeld-Scheppach                  | 211      | ⊙ südwestlich von Obersulm-Waldhof                   | 383      |                                                    |
| Eschelbach | 23868-540 | links  | 19,8     | 02,0     | 003,1   | ⊙ in Bretzfeld-Scheppach                  | 210      | ⊙ bei Obersulm-Wieslensdorf                          | 236      |                                                    |
| Schwabbach | 23868-600 | links  | 18,3     | 05,6     | 021,6   | ⊙ in Bretzfeld                            | 207      | ⊙ westlich von Bretzfeld-Dimbach                     | 273      | Strang Dimbach → Schwabbach                        |
| Lindelbach | 23868-720 | rechts | 17,5     | 03,0     | 002,3   | ⊙ in Bretzfeld                            | 204      | ⊙ nördlich von Pfedelbach-Stöckig                    | 290      |                                                    |
| Verrenbach | 23868-734 | rechts | 16,2     | 02,6     | 003,4   | ⊙ in Bretzfeld-Bitzfeld                   | 202      | ⊙ Nordfuß des Verrenbergs bei Öhringen-Verrenberg    | 251      | Strang mit rechtem Oberlauf durch die Nonnenklinge |
| Hapbach    | 23868-740 | rechts | 15,1     | 03,0     | 003,6   | ⊙ nach Bretzfeld-Bitzfeld                 | 199      | ⊙ am Gewerbegebiet Flürle von Öhringen an der L 1036 | 243      |                                                    |
| Tabach     | 23868-780 | links  | 08,9     | 03,2     | 004,3   | ⊙ westlich Langenbrettach-Langenbeutingen | 181      | ⊙ Langenbrettacher Waldgewann Hahnensteigle          | 275      |                                                    |
| Sulzbach   | 23868-800 | links  | 03,2     | 05,8     | 009,7   | ⊙ Brettachtalbrücke der A 81              | 168      | ⊙ nordöstlich von Eberstadt-Hölzern                  | 262      |                                                    |
| Limbach    | 23868-920 | links  | 02,2     | 03,8     | 002,7   | ⊙ Neuenstadt am Kocher-Helmbunder Kirchle | 166      | ⊙ nordöstlich unter der Bergebene                    | 255      |                                                    |
| Dahenbach  | 23868-940 | links  | 00,7     | 04,9     | 008,1   | ⊙ in Neuenstadt am Kocher                 | 164      | ⊙ bei Neckarsulm-Dahenfeld                           | 230      | Strang Brunnenwiesenbach → Dahenbach               |
| Brettach   | 23868     | n. a.  | 0,0      | 42,0     | 153,5   | ⊙ in Neuenstadt am Kocher                 | 160      | ⊙ bei Mainhardt-Lachweiler                           | 486      |                                                    |

## Hierarchisches Zuflusssystem
Hierarchische Liste der Zuflüsse,  Seen und  Hochwasserrückhaltebecken, jeweils von der Quelle zur Mündung. Gewässerlänge, Seefläche, Daten der Rückhaltebecken, Einzugsgebiet und Höhe nach den entsprechenden Layern auf der Onlinekarte der LUBW. Andere Quellen für die Angaben sind vermerkt.
Notnamen in Klammern. Auswahl.
Ursprung der Brettach etwa 0,7 km östlich von Mainhardt-Lachweiler auf etwa 486 m ü. NHN am Nordrand des Waldgewanns Weide zur Flur.
- Teichfeldgraben, von links und Nordosten auf etwa 465 m ü. NHN östlich von Mainhardt-Ziegelbronn gegenüber dem Teichfeld auf etwa 465 m ü. NHN, 0,7 km und über 0,3 km².[LUBW 6] Entsteht auf etwa 482 m ü. NHN im Waldgewann Wiese.
- Strutbach, von links und Nordosten auf etwa 459 m ü. NHN neben der K 2670 Ziegelbronn–Bubenorbis, 0,8 km und ca. 0,5 km².[LUBW 6] Entsteht auf etwa 480 m ü. NHN im Waldgewann Strut.
- Krätenbach, von links und insgesamt Südosten auf etwa 437 m ü. NHN am Westknick der Brettach im Gemeindewald, 1,2 km und ca. 1,3 km²[LUBW 6] Entsteht auf etwa 471 m ü. NHN nördlich von Mainhardt-Hütten im Waldrand einer Flurbucht.
  - Aschenhüttenbach, von links und Süden auf etwa 439 m ü. NHN[LUBW 7] kurz vor der Mündung des Krätenbachs, 0,6 km und ca. 0,4 km².[LUBW 6]
    -  Entfließt auf etwa 466 m ü. NHN einem Teich am Waldrand zu den Seewiesen, 0,3 ha.
- Stockbach, von links und insgesamt Süden auf etwa 427 m ü. NHN zu Füßen der Langäcker, 0,9 km und ca. 0,3 km.[LUBW 6] Entsteht auf etwa 474 m ü. NHN neben der B 14 wenig westlich von Mainhardt-Stock.
  -  Durchfließt auf etwa 473 m ü. NHN einen Teich am Westrand von Stock, unter 0,2 ha.
  -  Durchfließt auf etwa 465 m ü. NHN nacheinander zwei Teiche nördlich von Stock, zusammen unter 0,1 ha.
- (Bach am Rotenfeld), von links und Südsüdosten auf etwa 418 m ü. NHN nördlich von Mainhardt-Riegenhof, ca. 0,4 km[LUBW 8] und über 0,1 km².[LUBW 6]
  -  Entfließt auf etwa 459 m ü. NHN einen Kleinteich östlich des Riegenhofs, deutlich unter 0,1 ha.
- Riegenhofbach, von links und Südwesten auf etwa 416 m ü. NHN nordnordwestlich des Riegenhofs, 0,6 km und ca. 0,2 km².[LUBW 6] Entsteht auf etwa 457 m ü. NHN westlich des Riegenhofes in einer Waldinsel in den Klingenwiesen.
  -  Durchfließt auf etwa 440 m ü. NHN wenig westlich des Riegenhofs einen Teich, unter 0,1 ha.
- Wannenbach, von links und Südwesten auf etwa 413 m ü. NHN ostnordöstlich der Mainhardter Siedlungsstraße Keltenring, 0,5 km und unter 0,3 km².[LUBW 6]
  -  Entfließt auf etwa 459 m ü. NHN einem Teich an der Limes-Trasse beim Keltenring, unter 0,1 ha.
- Odenbach, von rechts auf etwa 404 m ü. NHN aus der Ströllersklinge, 1,0 km und ca. 0,7 km².[LUBW 6]
  -  Entfließt auf etwa 460 m ü. NHN einem Kleinteich südlich von Mainhardt-Ziegelbronn, deutlich unter 0,1 ha.
  - (Bach aus der Spießklinge), von rechts und Nordosten auf etwa 435 m ü. NHN in der Ströllersklinge, 0,6 km und unter 0,3 km².[LUBW 6] Entsteht auf etwa 472 m ü. NHN nordwestlich von Ziegelbronn.
- Passiert auf etwa 403 m ü. NHN einen Teich rechts am Lauf im Mündungswinkel des Benzenbachs, 0,4 ha.
- Passiert auf etwa 402 m ü. NHN einen Teich links am Lauf gegenüber dem folgenden, unter 0,2 ha.
- Benzenbach, von rechts auf etwa 404 m ü. NHN, 3,4 km mit dem Namens-Oberlauf und 3,5 km auf dem Strang Kibitzenseebach → Benzenbach sowie 3,7 km².  Entsteht auf etwa 482 m ü. NHN nordöstlich von Ziegelbronn.
  - Kibitzenseebach, von rechts und Nordnordwesten auf etwa 444 m ü. NHN südlich von Mainhardt-Geißelhardt, 1,3 km und ca. 1,0 km².[LUBW 6]
    -  Entfließt auf etwa 477 m ü. NHN dem Kibitzensee im Nordteil der Waldinsel Häule, unter 0,1 ha.

  - Klingenbächle, von rechts und Nordwesten auf etwa 431 m ü. NHN westlich von Ziegelbronn, 0,7 km und ca. 0,5 km².[LUBW 6] Entsteht auf etwa 460 m ü. NHN an der L 1072 nördlich von Mainhardt-Gailsbach.
    -  Durchfließt auf etwa 435 m ü. NHN einen mündungsnahen Teich, etwas unter 0,2 ha.
- (Bach aus der Fuchsklinge), von links und Süden auf etwa 398 m ü. NHN vor Mainhardt-Vordermühle, 0,8 km und ca. 0,2 km².[LUBW 6] Entsteht auf etwa 458 m ü. NHN nahe dem Stangenweg am Ostrand von Mainhardt.
- Passiert einen Teich rechts am Lauf auf etwa 392 m ü. NHN nach der Vordermühle, deutlich unter 0,1 ha.
- Passiert zwei Teiche rechts am Lauf auf unter 390 m ü. NHN kurz vor Mainhardt-Mittelmühle, zusammen unter 0,1 ha.
- Röhrichbächle, von links und Westsüdwesten auf etwa 385 m ü. NHN an der Mittelmühle, 2,0 km und 2,0 km². Entsteht auf etwa 487 m ü. NHN am Nordrand von Mainhardt-Hohenstraßen neben der B 39
  -  Durchfließt auf etwa 449 m ü. NHN den Kappler See, 0,2 ha.
  -  Passiert auf etwa 446 m ü. NHN einen Teich links am Lauf gleich nach dem vorigen, unter 0,1 ha.
  - (Bach am Katzenbrunnen vorbei), von links und Westnordwesten auf etwa 445 m ü. NHN gleich nach dem vorigen, ca. 0,5 km und ca. 0,2 km². Entspringt auf etwa 474 m ü. NHN nördlich von Hohenstraßen.
    -  Durchfließt auf etwa 449 m ü. NHN einen Teich wenig vor der Mündung, unter 0,1 ha.

  - Kohlbächle, von links und Südwesten auf etwa 410 m ü. NHN unterhalb von Mainhardt-Baad, 1,4 km und ca. 1,1 km².[LUBW 6] Entspringt auf etwa 486 m ü. NHN dem Kohlbrunnen bei Hohenstraßen.
    - (Bach aus dem Kohlwald), von rechts und Südwesten auf etwa 421 m ü. NHN, 0,8 km und unter 0,4 km².[LUBW 6] Entsteht auf etwa 485 m ü. NHN bei Hohenstraßen.
    - Paradiesbach, von rechts und Südsüdosten auf etwa 418 m ü. NHN bei Baad, 0,6 km und ca. 0,3 km².[LUBW 6] Entsteht auf etwa 475 m ü. NHN im Gewann Paradies.
- (Bach aus der Tiefen Klinge), von links und Westen auf etwa 379 m ü. NHN am Nordwestknick der Brettach, 1,0 km und ca. 0,4 km².[LUBW 6] Entsteht auf etwa 470 m ü. NHN bei Mainhardt-Dennhof.
- (Waldklingenbach am Rauhbühl), von rechts und Nordosten auf etwa 367 m ü. NHN, 0,6 km und ca. 0,3 km².[LUBW 6] Entsteht auf etwa 454 m ü. NHN bei den Klingenäckern westlich von Mainhardt-Gailsbach.
- (Bach aus der Lohklinge), von links und Westsüdwesten auf etwa 355 m ü. NHN, 2,1 km und ca. 1,7 km².[LUBW 6] Entsteht auf etwa 480 m ü. NHN am Nordrand des westlichen Mainhardt-Ammertsweiler.
  - Seewiesenbach, von rechts und Südwesten auf etwa 436 m ü. NHN nahe dem Ostrand von Ammertsweiler, 0,8 km und über 0,2 km².[LUBW 6] Entsteht auf etwa 480 m ü. NHN nahe der Heergasse von Ammertsweiler.
  - Uzenbühlbach, von rechts und Südwesten auf etwa 398 m ü. NHN, 1,2 km und ca. 0,7 km².[LUBW 6] Entsteht auf etwa 465 m ü. NHN im Uzenbühl.
- Moselbuschbächle, von rechts und Osten auf etwa 352 m ü. NHN, 1,0 km und ca. 0,5 km². Entsteht auf etwa 464 m ü. NHN bei Mainhardt-Seehäuser
- → (Abgang des Mühlkanals zur Laukenmühle), nach links auf etwa 347 m ü. NHN.
- Passiert auf etwa 343 m ü. NHN einen Teich zwischen Brettach und Mühlkanal, über 0,1 ha.
- ← (Rücklauf des Mühlkanals zur Laukenmühle), von links auf etwa 342 m ü. NHN bei Mainhardt-Laukenmühle, 0,4 km.
- Steinbrückenbächle, von rechts und Nordosten auf etwa 340 m ü. NHN gegenüber der Laukenmühle, 2,0 km und ca. 1,9 km². Entsteht auf etwa 460 m ü. NHN im Waldgewann Vogelherd.
  - Gießbach, von links und Osten auf etwa 404 m ü. NHN gegenüber Mainhardt-Klingenhöfle, 0,8 km und ca. 0,4 km².[LUBW 6] Entsteht auf etwa 475 m ü. NHN vor dem Wald Röschenhau.
- Lumpenlochbächle, von links und Westen auf etwa 335 m ü. NHN gleich nach der Laukenmühle, 2,3 km und 1,6 km². Entsteht auf etwa 465 m ü. NHN im Waldgewann Weide südlich von Mainhardt-Gögelhof.
  - (Zufluss vom Steinbühl), von rechts und Westsüdwesten auf etwa 392 m ü. NHN im Lumpenloch südlich von Mainhardt-Klingenhof, 0,8 km und ca. 0,3 km².[LUBW 6] Entsteht auf etwa 465 m ü. NHN nördlich des Friedhofs von Ammertsweiler.
- Passiert auf etwa 330 m ü. NHN einen Teich links am Lauf an der Gemeindegrenze zu Bretzfeld, ca. 0,2 ha.[LUBW 9]
- Passiert auf etwa 318 m ü. NHN, nun auf Bretzfelder Gemeindegebiet, einen Teich im Mündungswinkel des folgenden, 0,2 ha
- Streubächle, von links und Westsüdwesten auf 316,6 m ü. NHN[LUBW 7], 2,5 km und ca. 1,5 km².[LUBW 6] Entsteht auf etwa 492 m ü. NHN westlich des Gögelhofs.
  - (Waldbach aus dem Mittelgährle), von links und etwa Westen auf 416,4 m ü. NHN[LUBW 7] südlich von Wüstenrot-Walklensweiler, ca. 0,6 km[LUBW 8] und über 0,2 km².[LUBW 6] Entsteht auf etwa 480 m ü. NHN südlich von Wüstenrot-Blindenmannshäusle.
  - (Bach aus dem Aspenwald), von links und Nordwesten auf etwa 370 m ü. NHN nördlich von Mainhardt-Krebshof, ca. 0,6 km[LUBW 8] und über 0,2 km².[LUBW 6] Entsteht auf etwa 440 m ü. NHN östlich von Walklensweiler.
    -  Durchfließt auf etwa 425 m ü. NHN einen Teich an der Flurgrenze, unter 0,1 ha.
- Rohrholzbächle, von rechts und Nordosten aus der Kalten Klinge auf etwa 315 m ü. NHN, 1,5 km und ca. 1,2 km².[LUBW 6] Entsteht auf etwa 448 m ü. NHN östlich von Mainhardt-Schönhardt.
  -  Durchfließt auf etwa 445 m ü. NHN einen Teich, 0,1 ha.
  -  Durchfließt auf etwa 442 m ü. NHN einen Teich südöstlich von Schönhardt, 0,6 ha.
- Passiert zwei Teiche im Rohrholz etwas vom rechten Ufer entfernt auf etwa 308 m ü. NHN, zusammen unter 0,2 ha.
- Passiert einen Teich am rechten Ufer auf etwa 302 m ü. NHN, wenig unter 0,1 ha.
- (Bach aus der Mollenklinge), von links und Westsüdwesten auf etwa 299 m ü. NHN kurz vor Bretzfeld-Brettach, ca. 1,4 km[LUBW 10] und unter 0,6 km².[LUBW 6] Entsteht auf etwa 466 m ü. NHN am Westrand von Walklensweiler.
  -  Durchfließt auf etwa 458 m ü. NHN einen Teich nördlich von Walklensweiler, über 0,1 ha.
- (Bach aus der Holderklinge), von rechts und insgesamt Nordosten auf etwa 292 m ü. NHN gegenüber von Brettach an einer Feldwegbrücke, 1,7 km und ca. 1,0 km².[LUBW 6] Entsteht auf etwa 466 m ü. NHN im Waldgewann Hohe Ebene südöstlich von Pfedelbach-Obergleichen.
- Rappenbach, von links und Westsüdwesten auf etwa 287 m ü. NHN an der Brettachbrücke am unteren Ortsrand von Brettach auf etwa 287 m ü. NHN, 2,4 km und 1,9 km². Entsteht auf etwa 460 m ü. NHN bei Wüstenrot-Jägerhaus im Kreuzle.
  - (Zufluss), von links und Westen auf etwa 366 m ü. NHN vor der Schießanlage südlich von Wüstenrot-Maienfeld, 1,2 km und ca. 0,5 km².[LUBW 6] Entsteht auf etwa 486 m ü. NHN am Ostrand von Wüstenrot-Kreuzle.
    -  Durchfließt auf etwa 456 m ü. NHN hinter der Straße Wüstenrot-Ochsenhof–Wüstenrot-Busch angestauten Teich, deutlich unter 0,1 ha.
    -  Durchfließt auf etwa 448 m ü. NHN einen Teich südlich von Ochsenhof, deutlich unter 0,1 ha.
- Kohlhaubächle, von rechts und Nordosten auf etwa 283 m ü. NHN, 1,2 km und ca. 1,0 km².[LUBW 6] Entspringt auf etwa 430 m ü. NHN etwas südlich von Obergleichen.
  - (Waldbach), von links und Osten auf etwa 317 m ü. NHN am unteren Waldrand, 0,5 km und unter 0,2 km².[LUBW 6] Entspringt auf etwas über 440 m ü. NHN am Westabfall der Hohen Ebene.
- (Hangbach von der Vorderen Bockshalden), von links und Westsüdwesten auf etwa 378 m ü. NHN, 0,6 km und ca. 0,3 km².[LUBW 6] Entspringt auf etwa 370 m ü. NHN nordwestlich von Maienfels.
- (Hangbach von der Hinteren Bockshalden), von links und Westsüdwesten auf etwa 373 m ü. NHN am Rand des Rossmähder, 0,5 km und ca. 0,3 km².[LUBW 6] Entsteht auf etwa 360 m ü. NHN nordwestlich von ostnordöstlich von Wüstenrot(-Maienfels)-Berg.
- (Bach aus dem Greutrain), von rechts und Ostnordosten auf etwa 265,5 m ü. NHN im Talwaldabschnitt zwischen Brettach und Bretzfeld-Geddelsbach, 0,9 km und ca. 0,3 km².[LUBW 6] Entsteht auf etwa 432 m ü. NHN im Greutrain an der Südseite des Burgstalls Gleichen.
- (Bach aus den Burgwiesen), von rechts und Osten auf etwa 255 m ü. NHN zwischen dem Talwaldabschnitt und Bretzfeld-Geddelsbach, ca. 1,5 km[LUBW 10] und ca. 0,6 km².[LUBW 6] Entsteht auf etwa 421 m ü. NHN in den Burgwiesen zwischen dem Südwestrand von Pfedelbach-Untergleichen und dem Burgstall Gleichen.
- (Bach aus dem Fleischhau), von rechts und Nordosten auf etwa 243 m ü. NHN in Geddelsbach, 0,9 km und ca. 0,8 km².[LUBW 6] Entsteht auf etwas unter 370 m ü. NHN im Waldgewann Fleischhau am oberen Talhang.
- (Bach aus dem Zankhölzle), von links und Südsüdosten auf 238,7 m ü. NHN[LUBW 7] unterhalb von Geddelsbach, 1,0 km und 0,7 km². Entspringt auf etwa 360 m ü. NHN nordwestlich von Wüstenrot-Oberheimbach im Zankhölzle.
- Durchfließt das Hochwasserrückhaltebecken A 4 des Wasserverbands Neuenstadter Brettach, 8,7 m Erddammhöhe, 302.000 m³ Stauvolumen, Baujahr 2006, gewöhnlich trocken.
- Landgraben, von rechts und Nordosten auf etwa 231 m ü. NHN gleich nach dem Rückhaltebecken, 0,7 km und ca. 0,3 km².[LUBW 6] Entspringt auf knapp 290 m ü. NHN am Hang unter Bretzfeld-Hälden.
- Durchfließt das Hochwasserrückhaltebecken A 3 des Wasserverbands Neuenstadter Brettach, 9,2 m Erddammhöhe, 378.000 m³ Stauvolumen, Baujahr 2007, gewöhnlich trocken.
- Bernbach, von links und Süden auf 224,6 m ü. NHN[LUBW 7] bei Bretzfeld-Wiesental, 9,1 km (mit dem längeren linken Oberlauf) und 17,9 km².[LUBW 11] Fließt auf etwa 350 m ü. NHN kurz vor dem Bernsee aus seinen beiden Oberläufen zusammen.
  - Bernbach, linker Oberlauf aus dem Westsüdwesten zwischen den Waldgewannen Weilerische Bernbach links und Klösterliche Bernbach rechts, 2,1 km und ca. 1,2 km².[LUBW 6] Entsteht auf etwa 470 m ü. NHN am Nordosthang des Horkenbergs unterhalb der B 39.
    -  Durchfließt auf unter 260 m ü. NHN kurz vor dem Zusammenfluss einen Teich, unter 0,1 ha.

  - Bernbach, rechter Oberlauf aus dem Südwesten aus dem Gewann Klösterlicher Bernbach, 1,0 km und ca. 0,3 km².[LUBW 6] Entsteht auf etwa 485 m ü. NHN am Hang unter dem Weiler Wüstenrot-Bernbach.
  -  Durchfließt auf einer Höhe von etwa 350 m ü. NHN den Bernsee, 0,5 ha.
  - (Bach aus der Morgenklinge), von rechts und insgesamt Osten auf etwa 444,9 m ü. NHN[LUBW 12] etwa hundert Meter unterhalb des Bernsees, 2,3 km und ca. 1,6 km².[LUBW 6] Entspringt auf etwa 488 m ü. NHN am Waldrand westlich des Bärenbronner Wegs von Wüstenrot-Neuhütten.
    - (Bach aus der Klinge Toter Mann), von rechts und Nordosten auf etwa 423,3 m ü. NHN[LUBW 12], 0,6 km und ca. 0,2 km².[LUBW 6] Entsteht auf etwa 485 m ü. NHN wenig südwestlich unter dem Naturfreundehaus am Steinknickle.
    - Waldbach aus dem Gewann Waldbacher Bernbach, von links und Südwesten auf etwa 370 m ü. NHN, 0,9 km und ca. 0,4 km².[LUBW 6] Entsteht auf etwa 485 m ü. NHN am Wiesenrand zum Hangwald nördlich des westlichen Siedlungsteils des Wüstenroter Weilers Stollenhof.

  - (Bach vom Gräfischen Bergle), von links und Westsüdwesten auf etwa 319,6 m ü. NHN[LUBW 12], 2,1 km und 1,2 km². Entsteht auf etwa 460 m ü. NHN am Ostanhang des Gräfischen Bergles. Rechts am Lauf liegt die Brothalde, dort spannt sich über eine nur periodisch wasserführende Rinne den Hang herab die kleine natürliche Felsbrücke Hohler Stein.
  - (Bach aus dem Binsenschlägle), von rechts und Südosten auf etwa 315 m ü. NHN, 1,0 km und ca. 0,4 km².[LUBW 6] Entsteht auf etwa 385 m ü. NHN im Gewann Binsenschlägle.
  - Schalkbach, von rechts und Südosten auf 287,5 m ü. NHN[LUBW 12], 2,3 km und ca. 1,0 km².[LUBW 6] Entsteht auf etwa 500 m ü. NHN wenig nördlich des Naturfreundehauses am Westhang des Steinknickles.
  -  Passiert kurz vor dem folgenden Zufluss drei Kleinteiche rechts am Lauf, zusammen 0,2 ha.
  - Hagenbach, von rechts und Südosten auf etwa 278,3 m ü. NHN[LUBW 12] am Beginn der Wiesenau um den Bernbach, 2,9 km und 2,3 km². Entsteht auf etwa 477 m ü. NHN wenig nördlich von Neuhütten am Waldrand. Durchläuft zunächst die Schinderklinge, später die Hagenau.
    - (Quellast vom Steinknickle), von links und Süden auf unter 370 m ü. NHN zwischen drei Hanglichtungen, 0,7 km und ca. 0,3 km².[LUBW 6] Entsteht auf etwa 440 m ü. NHN am Nordhang des Steinknickles.
    -  Passiert am Unterlauf auf 300–290 m ü. NHN drei Teiche links am Lauf, zusammen 0,3 ha.

  -  Passiert auf knapp 270 m ü. NHN einen Teich rechts am Lauf unter der Geroldshalde, 0,2 ha.
  - Heimbach, von rechts und Südosten auf wenig unter 247,1 m ü. NHN[LUBW 12] in Bretzfeld-Unterheimbach, 4,0 km mit dem längeren Oberlauf Lochklingenbächle und 2,3 km auf dem Namenslauf sowie 3,9 km². Fließt auf etwa 310,5 m ü. NHN[LUBW 12] unter der Talsteige der L 1090 Oberheimbach–Unterheimbach aus seinen zwei Oberläufen zusammen.
    - Lochklingenbächle, linker und südsüdöstlicher offizieller Hauptstrang-Oberlauf aus der Lochklinge, 1,7 km und ca. 0,9 km².[LUBW 6] Entsteht auf etwa 480 m ü. NHN wenig westlich von Wüstenrot-Jägerhaus im Kreuzle im Hangwald.
    - Schnarringsbächle, rechter und ostsüdöstlicher offizieller Nebenstrang-Oberlauf, 1,5 km und ca. 1,2 km².[LUBW 6] Entsteht auf etwa 419 m ü. NHN am Wasserbehälter zwischen Wüstenrot(-Maienfels)-Berg und -Oberheimbach.
    -  Passiert zwischen 290 und 260 m ü. NHN in der offenen Unterlaufaue vor Unterheimbach ein halbes Dutzend Teiche rechts und links, zusammen 0,4 ha.

  - Steinbach, von links und Westsüdwesten auf etwa 232,2 m ü. NHN[LUBW 12] an der Kläranlage nach Unterheimbach, 2,2 km und 1,5 km². Entsteht noch unbeständig auf etwas unter 340 m ü. NHN im Salenwald westsüdwestlich von Bretzfeld-Herrenhölzle.
- Durchfließt das Hochwasserrückhaltebecken A 1 des Wasserverbands Neuenstadter Brettach, 8,8 m Erddammhöhe, 430.000 m³ Stauvolumen, Baujahr 2009, gewöhnlich trocken
- (Graben vom Neuberg), von rechts und Nordosten auf etwa 219 m ü. NHN zwischen dem Rückhaltebecken und dem Talwäldchen Sollert, 1,2 km und ca. 0,7 km²[LUBW 6] Entsteht auf etwa 260 m ü. NHN am Fuß der Weinberge am Neuberg.
- →←(Abgang und Rückfluss des ersten Adolzfurter Mühlkanals), nach und von rechts bei und durch Adolzfurt, 0,9 km.
- →(Abgang des zweiten Adolzfurter Mühlkanals), nach rechts wenige Schritte nach dem vorigen bei Adolzfurt.
- Gabelbach, von links und Süden auf ca. 211 m ü. NHN in Bretzfeld-Scheppach gleich nach dem Flusswehr von links und Süden in die mittlere Brettach, 7,0 km und 9,4 km². Entsteht auf etwa 383 m ü. NHN etwa 0,9 km südwestlich von Obersulm-Waldhof im Höhenwald am Scherlesrain.
  -  Auf etwa 353 m ü. NHN liegt auf der Waldebene vor der Rauchklinge ein Teich beim Waldhof, über 0,1 ha.
  - (Bach vom Zigeunerföhrle), von links und Südwesten auf etwa 270 m ü. NHN, 0,9 km und ca. 0,7 km².[LUBW 6] Entsteht auf etwa 330 m ü. NHN nordöstlich von Obersulm-Friedrichshof beim Zigeunerföhrle nahe dem Waldrand zur offenen Hochebenenflur.
  - (Bach aus der Rauchklinge), von rechts und Südsüdosten auf 258,7 m ü. NHN[LUBW 7] etwa 200 Meter vor einer ersten Tallichtung, 2,3 km und ca. 2,2 km².[LUBW 6] Entsteht auf etwa 380 m ü. NHN ungefähr 0,7 km südöstlich des Waldhofes im Unterheimbacher Waldgewann Benzig.
  - (Bach am Hohenlohischen Rain), von links und Südwesten auf etwa 250 m ü. NHN über 100 Meter nach der Tallichtung, ca. 0,7 km[LUBW 8] und ca. 0,6 km².[LUBW 6] Entsteht auf etwa 300 m ü. NHN.
  -  Durchfließt auf etwa 225 m ü. NHN das Hochwasserrückhaltebecken Gabelbach beim Kreuzberghof von Scheppach, das mit seinem 8,75 m hohen Erddamm bis zu 168.600 m³ Wasser zurückhalten kann, die dann ungesteuert wieder abgegeben werden. Das Becken wurde 2012 errichtet, liegt gewöhnlich trocken und wird vom Wasserverband Neuenstadter Brettach betrieben.
- ←(Rücklauf des zweiten Adolzfurter Mühlkanals), von rechts in Adolzfurt wenige Schritte nach dem vorigen, 0,9 km.
- Eschelbach, von links auf etwa 210 m ü. NHN in Scheppach an der Flussbrücke nach Adolzfurt, 2,0 km und 3,1 km². Grabenbeginn auf etwa 236 m ü. NHN wenig nordöstlich von Obersulm-Wieslensdorf.
  - Konzentrischer Zulauf einiger unbeständig wasserführender Gräben von allerhöchstens 1,0 km Länge[LUBW 8] am Grabenbeginn und auf den ersten hundert Metern des Bachs.
  -  Durchfließt auf etwa 225 m ü. NHN etwa 200 Meter vor der Ortsgrenze von Bretzfeld-Scheppach das 2010 errichtete und gewöhnlich trockenliegende Hochwasserrückhaltebecken Eschelbach des Wasserverbands Neuenstadter Brettach, dessen 9,2 m hoher Erddamm bis zu 59.600 m³ Wasser zurückhalten kann und ungesteuert wieder abgibt.
  - (Graben vom Köhlergreut), von links und Westen auf etwa 220 m ü. NHN an der Grenze der Wohnbebauung von Scheppach, ca. 0,9 km[LUBW 8] und ca. 0,5 km².[LUBW 8] Entsteht auf etwa 243 m ü. NHN im Gewann Köhlergreut etwas östlich eines Waldbacher Einzelgehöfts. Unbeständig wasserführender Graben zwischen Feldern und Feldwegen in natürlicher Mulde.
- → (Abgang des Mühlgrabens zur Rappacher Mühle), nach links auf etwa 209 m ü. NHN am Ortsende von Scheppach. Mündet in den unteren Schwabbach.
- Schwabbach, von links auf 207,4 m ü. NHN[LUBW 7] in Bretzfeld am Südrand des Sportplatzes, 2,8 km ab dem Zusammenfluss seiner zwei Oberläufe, 4,9 km ab dem Ursprung seines rechten Hauptoberlaufs Brühlbächle > und 5,6 km5,6 km auf dem längsten Strang mit dem Dimbach als Oberlauf ab dessen Quelle sowie 21,6 km².[LUBW 11] Entsteht im Namenslauf auf etwa 221 m ü. NHN am westlichen Ortsrand von Schwabbach aus dem Zusammenfluss von rechtem Brühlbächle und linkem Siebeneicher Bächle.
  - Brühlbächle, rechter Oberlauf von Westen, 2,1 km und 2,7 km². Entsteht auf etwa 247 m ü. NHN im Wald westlich von Schwabbach zwischen Sommer- und Winterhälden.
    - (Bach vom Fuß des Hahnenbergs), von links und Nordwesten auf etwa 229 m ü. NHN am Beginn der Sperbelwiesen westlich von Schwabbach, 0,7 km und ca. 0,8 km².[LUBW 6]
      -  Entfließt auf etwa 233 m ü. NHN einem Teich am Südfuß des Weinberghangs Hahnenberg am Ostrand der Sommerhälden, deutlich unter 0,1 ha.

  - Siebeneicher Bächle, linker Oberlauf von Nordwesten, 2,7 km und 2,0 km². Entsteht auf knapp 290 m ü. NHN in einer Waldspitze wenig westlich des Weinberghangs Himmelreich westlich von Siebenreich.
    - (Kürzerer Oberlauf), von rechts und Westen auf etwa 250 m ü. NHN wenig westlich von Siebeneich, 0,5 km und über 0,1 km².[LUBW 6] Entsteht auf etwa 278 m ü. NHN wenig östlich vor dem Wald Platten.

  - Schmalbach, von links und Norden auf etwa 220 m ü. NHN am unteren Ortsende von Schwabbach neben der Autobahnausfahrt, 2,7 km und 2,4 km². Entsteht auf etwa 247 m ü. NHN nordöstlich von Siebeneich am Fuß des Weinberghangs Beutinger Berg.
  - Dimbach, von rechts und Westen auf 209,9 m ü. NHN[LUBW 7] in Rappach, 5,1 km und 11,8 km².[LUBW 11] Entsteht auf etwa 273 m ü. NHN im Waldgewann Greut westlich von Dimbach.
    - Auchtweidbächle, von links und Westen auf 220 m ü. NHN[LUBW 7] gleich nach Dimbach, 1,5 km und 1,0 km². Entsteht auf etwa 270 m ü. NHN nordwestlich von Dimbach am Waldrand einer Flurbucht im Waldgewann Birkenacker.
    - Karnierbächle, von links und Westnordwesten auf etwa 222 m ü. NHN wenig südlich des Motocross-Geländes am Bräuningersrain, ca. 1,9 km[LUBW 10] und 1,1 km². Entsteht auf etwa 265 m ü. NHN am Flurrand des Waldgewanns Neckarhälden unter dem Weinberghang Greut. Oberlauf unbeständig.
    - Waldbach, von rechts und Südwesten auf etwa 213 m ü. NHN kurz vor Rappach, 3,2 km und 6,2 km². Entsteht auf etwa 240 m ü. NHN südlich von Waldbach am Flurrand des Waldgewanns Sperbelhau.
      - (Bach aus dem Buchhau), von links und Südwesten auf etwa 227 m ü. NHN gegenüber dem Geigersbühl, bis zu ca. 1,0 km[LUBW 10] und ca. 0,9 km².[LUBW 6] Oberlauf sehr unbeständig.
        -  Entfließt auf etwa 250 m ü. NHN einem Teich im Sperbelhau nahe dem Flurrand, unter 0,1 ha.
        -  Passiert auf etwa 228 m ü. NHN einen Teich rechts am Lauf kurz vor der Mündung, 0,1 ha.

      - (Bach vom Tiergarten), von links und Westsüdwesten auf etwa 224 m ü. NHN kurz vor Waldbach, 1,1 km und ca. 1,2 km².[LUBW 6]
        -  Entfließt auf etwa 241 m ü. NHN einem Waldteich im Tiergarten nahe dem Flurrand, deutlich unter 0,1 ha.[LUBW 13]

  - (Mühlgraben der Rappacher Mühle), von links und Süden auf etwa 208 m ü. NHN unterhalb von Rappach gegenüber den Bretzfelder Auensportplätzen, 1,3 km und ca. 0,5 km².[LUBW 6] Geht wenig nach Scheppach nach links von der Brettach ab.
- Lindelbach, von rechts auf 204 m ü. NHN von rechts auf 204 m ü. NHN[LUBW 7] in den Kirchwiesen in der Siedlungskontur von Bretzfeld, 3,0 km und 2,3 km². Entsteht auf etwa 290 m ü. NHN nördlich von Pfedelbach-Stöckig an der östlichen Eichhalde. Der Bach fließt im Wald zunächst nordwärts und wendet sich auf den ersten 0,4 km nach Westen.
  - (Waldzufluss), von rechts und Osten auf etwa 260 m ü. NHN noch im Wald zwischen des Eichhalde im Süden und dem Lindelberg im Norden, unter 0,2 km[LUBW 6] und etwas über 0,1 km². Entsteht auf etwa 275 m ü. NHN am östlichen Waldrand. Von dort an Westlauf.
  -  Durchfließt auf etwa 247 m ü. NHN das 1976 erbaute, hinter einem 5,6 m hohen Erddamm dauerangestaute Hochwasserrückhaltebecken Lindelbach – Oberes Becken des Wasserverbands Neuenstadter Brettach mit einem Dauerstauraum von 3.300 m³ und einer Dauerstaufläche von nicht ganz 0,3 ha und einem ungenannten Hochwasserrückhalteraum. Der Abfluss wird nicht gesteuert.
  - (Zufluss), von links und Südosten auf 236,9 m ü. NHN[LUBW 7] etwa am unteren Waldrand entlang, ca. 0,5 km und ca. 0,4 km².[LUBW 6] Entsteht auf etwa 258 m ü. NHN im Gewann Oberer Meisenberg.
  - (Zulauf der Wannenklinge), von rechts und Nordosten auf etwa 231 m ü. NHN nahe der Bretzfelder Kelter unterm Lindelberg, ca. 0,4 km und ca. 0,4 km².[LUBW 6] Die unspektakuläre Geländemulde mit einem Wirtschaftsweg beginnt auf etwa 255 m ü. NHN am mittleren Südhang der Weinberge am Lindelberg.
  - (Graben aus dem Pfaffenweinbergen), von rechts und Nordosten auf etwa 223 m ü. NHN, über 0,3 km und unter 0,1 km².[LUBW 6] Entsteht auf etwa 249 m ü. NHN in den Pfaffenweinbergen.
  - (Graben in der Weißklinge), von rechts und Nordosten auf etwa 218 m ü. NHN an der Bachquerung des Wirtschaftswegs entlang dem Nordwestfuß des Lindelbergs, ca. 0,7 km und über 0,1 km². Der Graben in unspektakuläre Geländemulde mit nur periodischem Durchfluss beginnt auf etwa 295 m ü. NHN westlich unter dem Aussichtspunkt an der Westspitze des Lindelberg-Hochplateaus. Mehrere Male unter Wegquerungen und Überfahrten verdolt.
  -  Passiert auf etwa 209 m ü. NHN einen Teich rechts am Ufer, etwa 0,1 ha.
  -  Durchfließt auf etwa 217 m ü. NHN das 1976 erbaute, hinter einem 8,75 m hohen Erddamm dauerangestaute Hochwasserrückhaltebecken Lindelbach – Unteres Becken des Wasserverbands Neuenstadter Brettach mit einem Dauerstauraum von 10.000 m³, einer Dauerstaufläche von 0,4 ha und einem Hochwasserrückhalteraum von 64.000 m³. Der Abfluss wird nicht gesteuert.
  -  Passiert zwei Teiche am rechten Ufer auf etwa 215 m ü. NHN im Gewann Lindelwiesen kurz vor der Bahnstrecke Crailsheim–Heilbronn und dem Siedlungsteil von Bretzfeld rechtsseits der Brettach dahinter, zusammen wenig über 0,1 ha.
- Herrschichgraben, von rechts auf etwa 203 m ü. NHN kurz vor Bretzfeld-Bitzfeld, 0,6 km und ca. 0,6 km².[LUBW 6] Entsteht auf etwa 213 m ü. NHN im Herrschich an der Bahnstrecke Crailsheim–Heilbronn.
- (Graben aus dem Salengrund), von links und Westen auf etwa 203 m ü. NHN am Südrand von Bitzfeld, ca. 1,2 km[LUBW 8] und ca. 0,4 km².[LUBW 6] Entsteht auf etwa 252 m ü. NHN an der Anschlussstraße von Bretzfeld zur L 1036.
- Verrenbach, von rechts und zuletzt Osten auf etwa 202 m ü. NHN in Bitzfeld, 2,4 km auf dem Namenslauf und 2,6 km auf dem Strang mit seinem rechten Oberlauf durch die Nonnenklinge sowie ca. 3,4 km².[LUBW 6] Entsteht im Namenslauf auf etwa 255 m ü. NHN am Nordfuß des Lindelbergs etwas 250 Meter südlich des Ortsrandes von Verrenberg.
  - (Graben), von rechts und Osten auf etwa 235 m ü. NHN am Südwesteck der Besiedlung von Verrenberg, unter 0,2 km[LUBW 8] und unter 0,1 km². Entsteht auf etwa 248 m ü. NHN am Südende der Kernerstraße.
Im Mündungswinkel dieses Grabens zum Verrenbach liegt in einem Feld eine eingezäunte Wasserfassung.
  - (Graben), von rechts und Osten auf etwa 223 m ü. NHN am Westende des Flurwegs an den Brunnenwiesen, 0,1 km[LUBW 8] und deutlich unter 0,1 km².
  - (Zufluss von der Kelter), von rechts und Osten auf etwa 222 m ü. NHN bei einer Gärtnerei in den Brunnenwiesen am Westrand von Verrenberg, 1,3 km[LUBW 8] und ca. 0,5 km². Entsteht auf etwa 248 m ü. NHN am östlichen Südfuß des Verrenbergs. Lange Feldweggraben, im Dorf größtenteils oder ganz verdolt. Entwässert den größten Teil des Tals zwischen den Bergrücken Verrenberg im Norden und Golberg im Süden.
  - (Bach durch die Nonnenklinge), von rechts und nach einem Linksbogen insgesamt Osten auf 216,8 m ü. NHN[LUBW 7] nach dem Ortsende von Verrenberg jenseits der Bahnstrecke Crailsheim–Heilbronn, 1,6 km und ca. 1,2 km². Entsteht auf etwa 251 m ü. NHN am Nordwestfuß des Verrenbergs.
Der Namensast des Verrenbachs ist bis zu diesem Zufluss erst 1,4 km lang, trägt aber ein ebenfalls ca. 1,6 km² großes Teileinzugsgebiet bei.
    - (Weggraben), von rechts und Osten auf etwa 239 m ü. NHN vor der Unterquerung der Bahnlinie, ca. 0,7 km[LUBW 8] und ca. 0,4 km². Beginnt auf etwa 258 m ü. NHN als unbeständig wasserführender Seitengraben eines Weges in natürlicher Mulde am Rande des Gewerbegebietes im Sichert und nimmt von links vom Nordfuß des Verrenbergs nacheinander drei unbeständig wasserführende Gräben von bis zu 0,4 km[LUBW 8] Länge auf.
- Hapbach, von rechts und Osten auf 199,1 m ü. NHN[LUBW 7] zwischen Bitzfeld und Bretzfeld-Weißlensburg nahe dem Steinbruch, 3,0 km und 3,6 km². Entsteht auf etwa 243 m ü. NHN an der L 1036 Öhringen–Bitzfeld wenig nach dem Abzweig ins Gewerbegebiet Flürle von Öhringen.
  - (Graben), von rechts und Ostnordosten auf etwa 241 m ü. NHN am Gewerbegebiet Flürle, ca. 0,2 km und ca. 0,2 km².[LUBW 6] Entsteht auf etwa 246 m ü. NHN am Kreisel bei einem Logistiklager, an welchem er entlangläuft.
  - Gangbächle, von rechts und Nordosten auf etwa 218 m ü. NHN neben der L 1090 Schwöllbronn–Bitzfeld, 1,4 km und ca. 1,4 km².[LUBW 6] Entsteht auf etwa 249 m ü. NHN am Ostrand von Öhringen-Schwöllbronn neben der Birkenstraße.

    - (Anderer Quellast), von rechts und Nordwesten auf 242,5 m ü. NHN[LUBW 7] wenig südöstlich von Schwöllbronn, unter 0,4 km[LUBW 8] und ca. 0,1 km².[LUBW 6] Entsteht auf knapp 250 m ü. NHN am Rand der Hausgärten am südöstlichen Ortsrand von Schwöllbrunn.
- Laubach, von links und Südwesten auf etwa 199 m ü. NHN zwischen Bitzfeld und Weißlensburg gegenüber dem Steinbrucheinrichtungen im Brühl, 0,6 km und ca. 1,0 km².[LUBW 6] Entsteht auf etwa 199 m ü. NHN nördlich neben der A 6 gegenüber dem Parkplatz Bretzfeld.
  -  Passiert einen Teich links am Lauf auf etwa 204 m ü. NHN kurz vor der Mündung, unter 0,1 ha.
- Hirschgraben, von rechts und Osten auf etwa 198 m ü. NHN in den Mühlwiesen unmittelbar südlich von Bretzfeld-Weißlensburg, ca. 0,7 km[LUBW 8] und ca. 0,2 km².[LUBW 6] Entsteht auf etwa 240 m ü. NHN zwischen den Härlesäckern im Norden und dem Steinbruch Bretzfeld-Weißlensburg im Süden. Unbeständig wasserführender Weggraben in natürlicher Mulde.
- Rimmlingsbächle, von rechts und Nordosten auf 195,8 m ü. NHN[LUBW 7] zwischen Weißlensburg und Neudeck, 2,6 km und ca. 2,3 km².[LUBW 6] Entsteht auf etwa 277 m ü. NHN nördlich von Öhringen-Schwöllbronn an der L 1090.
- Passiert im unteren Mündungssporn des vorigen einen Steinbruchweiher am Häuslesberg auf 196 m ü. NHN[LUBW 7], 3,5 ha.
- →← (Abgang und Rücklauf des Mühlkanals zur Neudecker Mühle), nach und von links bei Langenbrettach-Neudeck, 0,2 km.
- Neudecker Bach, von links und Südwesten auf etwa 194 m ü. NHN gleich nach dem vorigen in Neudeck, 1,5 km und ca. 1,0 km².[LUBW 6] Entsteht auf etwa 242 m ü. NHN am Hockenbühl.
- Passiert einen Steinbruchweiher rechts des Laufes und der Talstraße K  2129 am Campingplatz auf etwa 200 m ü. NHN, knapp 0,3 ha
- Goppengrundbach, von rechts und Nordosten auf etwa 190 m ü. NHN durch Langenbeutingen gegenüber dem Sportplatz, 2,0 km und 1,8 km² Entfließt auf etwa 245 m ü. NHN dem Wirbelbrunnen im Wald nordnordwestlich des Rimmlingshofs von Langenbrettach.
- Binsachbach, von links und Süden auf etwa 187 m ü. NHN zwischen Sportplatz und Bad von Langenbeutingen, 1,4 km und ca. 1,3 km².[LUBW 6] Entsteht auf etwa 228 m ü. NHN am Siebeneicher Weg nordwestlich des Wiesenhofs von Langenbrettach.
  - Binsach, von links und Südwesten auf etwa 195 m ü. NHN südlich des Sportplatzes von Langenbeutingen, 0,9 km und ca. 0,6 km²[LUBW 6] Entsteht auf etwa 222 m ü. NHN am Waldrand der Lichten Eichen.
- → (Abgang des Mühlkanals zur Langenbeutinger Untermühle), nach rechts am Nordwestrand von Langenbeutingen.
  - Seebächle, von rechts und Ostnordosten auf etwa 183 m ü. NHN in den Mühlkanal, 1,8 km² und ca. 0,6 km²[LUBW 6] Entsteht auf etwa 242 m ü. NHN nordöstlich von Langenbeutingen in der Röte.
- ← (Rücklauf des Mühlkanals zur Langenbeutinger Untermühle), von rechts kurz nach dem Ortsrand von Langenbeutingen, 0,2 km.
- Landgraben, von rechts auf 181,5 m ü. NHN[LUBW 7] am Gewann Brühl, ca. 2,4 km[LUBW 10] und ca. 2,3 km².[LUBW 6] Entsteht auf etwa 230 m ü. NHN in Gewann Fällriegel etwa 1,6 km nordöstlich der Ortsmitte von Langenbeutingen.
- Tabach, von links und Südwesten auf etwa 181 m ü. NHN[LUBW 7] etwa 0,4 km westlich des Ortsrandes von Langenbrettach-Langenbeutingen, 3,2 km und 4,3 km². Entsteht auf etwa 275 m ü. NHN am Waldgewann Hahnensteigle unter dem Grünen Häusle etwa 3,7 km südwestlich der Ortsmitte von Langenbeutingen.
  -  Durchfließt auf etwa 220 m ü. NHN einen Stauteich am Waldrand kurz vor dem Beginn der Flurbucht am Lauf, 0,4 ha.
  - (Zufluss), von rechts und Südwesten auf etwa 213 m ü. NHN in der beginnenden Flurbucht, über 0,1 km[LUBW 8] und unter 0,1 km².[LUBW 6] Entsteht am südlichen Flurrand.
  - (Abfluss des Jägerbrunnens), von links auf etwa 211 m ü. NHN kurz nach dem vorigen, wenige Dutzend Meter lang. Entsteht am linken Waldrand.
  - (Waldbach), von rechts und Südsüdosten auf etwa 200 m ü. NHN am Waldrand zum Flurgewann Hart, 0,9 km und unter 0,5 km².[LUBW 6] Entsteht auf etwa 275 m ü. NHN im Waldgewann Steinbruch.
  - (Feldgraben), von links und Nordwesten auf etwa 195 m ü. NHN gegenüber dem Gewann Hart, ca. 0,3 km[LUBW 8] und unter 0,4 km².[LUBW 6] Entsteht auf etwa 201 m ü. NHN am Siebeneicher Weg. Unbeständig.
  - (Bach aus dem Unteren Wald), von rechts und Südosten auf etwa 193 m ü. NHN am Rand des Harts zum Unteren Wald, über 0,4 km[LUBW 8] und ca. 0,5 km².[LUBW 6] Entsteht im Unteren Wald, der längere Ast auf etwa 211 m ü. NHN.
- Kreuzgraben, von rechts und Nordosten auf etwa 180 m ü. NHN kurz vor dem Sportplatz von Langenbrettach-Brettach, ca. 0,6 km[LUBW 8] und unter 0,4 km²[LUBW 6]. Entsteht auf etwa 205 m ü. NHN östlich von Brettach im Gewann Kreuzgraben. Unbeständig.
- (Bachgraben), von links und Südwesten auf etwa 178 m ü. NHN gegenüber dem Langenbrettach-Brettacher Sportplatz, 0,7 km und ca. 0,3 km²[LUBW 6]. Entsteht auf etwa 200 m ü. NHN zwischen den Höhen Hägnach und Reiterhöhe.
- (Kanal der Langenbrettach-Brettacher Wasserkraftanlage), von rechts auf etwa 174 m ü. NHN in Brettach, über 0,2 km. Geht zuvor im Ortsbereich nach rechts ab.
  - Schafgraben, von rechts auf etwa 174 m ü. NHN in den Mühlkanal kurz vor dessen Rücklauf, 0,8 km und ca. 1,1 km²[LUBW 6]
- Sulzbach, von links auf 168,2 m ü. NHN[LUBW 7] unter der Brettachtalbrücke der A 81, 5,8 km und 9,7 km². Entsteht auf etwa 262 m ü. NHN rund 1,3 km nordöstlich von Eberstadt-Hölzern im Waldgewann Kiefertal.
  - (Waldbach aus dem Herrschaftswald), von links und Südwesten auf etwa 209 m ü. NHN am Beginn der offenen Talaue des Kiefertals, 0,6 km und ca. 0,2 km².[LUBW 6] Entsteht auf etwa 268 m ü. NHN.
  -  Passiert kurz nach dem vorigen einen Kleinteich auf etwa 207 m ü. NHN links in der Aue, deutlich unter 0,1 ha.
  - (Waldbach aus dem Eberstall), von rechts und Ostnordosten auf etwa 200 m ü. NHN etwa gegenüber dem nördlichen Portal des Tunnels Hölzern der A 81, 0,5 km und unter 0,3 km².[LUBW 6] Entsteht auf etwa 383 m ü. NHN.
  - (Bach aus der Diebsklinge), von rechts und Osten auf etwa 195 m ü. NHN unter den Buckelweinbergen vor Neuenstadt-Cleversulzbach, 0,9 km und ca. 0,5 km².[LUBW 6] Entsteht auf etwa 275 m ü. NHN.
  - Hauptmannswiesenbach[LUBW 14], von links und Westsüdwesten auf etwa 194 m ü. NHN fast noch gegenüber dem vorigen, 1,4 km und ca. 1,1 km².[LUBW 6] Fließt auf etwa 265 m ü. NHN aus zwei sehr kurzen Klingenbächen unter der K 2007 Eberstadt–Cleversulzbach zusammen.
  -  Passiert einen Teich rechts nahe am Lauf auf etwa 192 m ü. NHN, etwas über 0,1 ha.
  - Hagenbach, von rechts und Ostsüdosten auf etwa 177 m ü. NHN unterhalb von Cleversulzbach, 1,4 km und ca. 1,2 km².[LUBW 6] Entsteht auf etwa 201 m ü. NHN östlich von Cleversulzbach zwischen Hornberg und Reiterhöhe.
  -  Passiert den Eisweiher links am Lauf auf etwa 168 m ü. NHN am Übertritt des Sulzbachs in die Brettachaue, ca. 0,2 ha.[LUBW 9]
- (Straßengraben), von links und Südosten auf etwa 167 m ü. NHN neben der K 2007 Cleversulzbach–Neuenstadt, unter 0,6 km und ca. 0,3 km².[LUBW 6]
- Limbach, von links und Südsüdwesten auf etwa 166 m ü. NHN am Helmbunder Kirchle, 3,8 km und 2,7 km². Entsteht auf etwa 255 m ü. NHN im Waldgewann Gündig nordöstlich unter der Bergebene.
- Dahenbach, von links und Südwesten auf 164 m ü. NHN[LUBW 5] in die unterste Brettach gleich nach der Flussbrücke des Mühlwegs in Neuenstadt, 4,0 km und mit dem längeren linken Oberlauf Brunnenwiesenbach 4,9 km sowie 8,1 km². Der Dahenbach selbst entsteht auf etwa 220 m ü. NHN, etwa 300 Meter südöstlich des Ortsrandes von Neckarsulm-Dahenfeld am Rand des Hangwaldes Dahenfelder Schlag unter der Bergebene.
  - Brunnenwiesenbach, von links und Südwesten auf etwa 188 m ü. NHN unterhalb von Dahenfeld an der Stadtgrenze zu Neuenstadt am Kocher und gegenüber dem Hangwald des Dahenfelder Schlags, 2,3 km und ca. 3,2 km².[LUBW 6] Entsteht auf etwa 230 m ü. NHN südwestlich von Dahenfeld im unteren Mönchswald.
    -  Durchfließt gleich nach der Quelle auf über 225 m ü. NHN nacheinander zwei Teiche am Waldrand, zusammen etwas über 0,1 ha.

  - (Waldbach aus dem Mittleren Schlägle), von rechts und Südosten auf etwa 187 m ü. NHN gegenüber den feuchten Äußeren Seewiesen, ca. 0,5 km[LUBW 8] und ca. 0,2 km².[LUBW 6] Entsteht auf etwa 217 m ü. NHN im Mittleren Schlägle. Unbeständig.
  - (Feldgraben aus der Wolfsklinge oder eher aus dem Gewann Wanne[LUBW 15]), von links und Westen auf etwa 179 m ü. NHN zwischen den Häusern von Neuenstadt am Kocher-Seewiesen, 0,9 km und ca. 0,5 km².[LUBW 6] Entsteht auf etwa 201 m ü. NHN neben einem Feldweg.
  - (Feldgraben aus dem Gewann Ob dem Seebrunnen), von links und Westen auf etwa 177 m ü. NHN unterhalb von Seewiesen, 0,5 km und ca. 0,3 km².[LUBW 6] Entsteht auf etwa 196 m ü. NHN zwischen Feldern.

Mündung der Brettach von links und insgesamt Südosten auf etwa 160 m ü. NHN in Neuenstadt am Kocher nach der Flussbrücke der Straße nach Kochertürn in den unteren Kocher. Die Brettach ist 42,0 km lang und hat ein 153,5 km² großes Einzugsgebiet.

### LUBW
Amtliche Online-Gewässerkarte mit passendem Ausschnitt und den hier benutzten Layern: Lauf und Einzugsgebiet der Brettach

Allgemeiner Einstieg ohne Voreinstellungen und Layer: Daten- und Kartendienst der Landesanstalt für Umwelt Baden-Württemberg (LUBW) (Hinweise)
1. ↑  Länge nach dem Layer Gewässernetz (AWGN).
2. ↑  Seefläche nach dem Layer Stehende Gewässer.
3. ↑  Hochwasserrückhaltebecken nach dem Layer Stauanlage.
4. ↑  Einzugsgebiet nach dem Layer Basiseinzugsgebiet (AWGN).
5. 1 2  Höhe nach dem Höhenlinienbild auf dem Hintergrundlayer Topographische Karte.
6. 1 2 3 4 5 6 7 8 9 10 11 12 13 14 15 16 17 18 19 20 21 22 23 24 25 26 27 28 29 30 31 32 33 34 35 36 37 38 39 40 41 42 43 44 45 46 47 48 49 50 51 52 53 54 55 56 57 58 59 60 61 62 63 64 65 66 67 68 69 70 71 72 73 74 75 76 77 78 79 80 81 82 83 84 85 86 87 88 89 90 91 92  Einzugsgebiet abgemessen auf dem Hintergrundlayer Topographische Karte.
7. 1 2 3 4 5 6 7 8 9 10 11 12 13 14 15 16 17 18 19  Höhe nach grauer Beschriftung auf dem Hintergrundlayer Topographische Karte.
8. 1 2 3 4 5 6 7 8 9 10 11 12 13 14 15 16 17 18 19 20  Länge abgemessen auf dem Hintergrundlayer Topographische Karte.
9. 1 2  Seefläche abgemessen auf dem Hintergrundlayer Topographische Karte.
10. 1 2 3 4 5  Länge nach dem Layer Gewässernetz (AWGN), ergänzt um ein kleines, auf der Gewässerkarte nicht berücksichtigtes Anfangsstück, das auf dem Hintergrundlayer Topographische Karte abgemessen wurde.
11. 1 2 3  Einzugsgebiet aufsummiert aus den Teileinzugsgebieten nach dem Layer Basiseinzugsgebiet (AWGN).
12. 1 2 3 4 5 6 7 8  Höhe nach schwarzer Beschriftung auf dem Hintergrundlayer Topographische Karte.
13. ↑  Seefläche nach dem Layer Geschützte Biotope.
14. ↑  Der hier Hauptmannswiesenbach geschriebene Zufluss ist auf dem Layer Gewässername als Hauptmanns-Wiesenbach verzeichnet. Da er nach dem Layer Liegenschaften und Gewässer zuletzt ein Gewann Hauptmannswiesen durchläuft, geht diese Schreibung offenbar auf einen Segmentierungsfehler zurück.
15. ↑  Name Wolfsklinge nach dem Layer Gewässername. Dieser Name für die Talmulde erscheint aber zweifelhaft, da laut dem Layer Topographische Karte am Südrand derselben Gemarkung etwa einen Kilometer bachaufwärts eine andere linke Talmulde dieses Namens zum Dahenbach läuft und auf diese Karte für die Talmulde des hier behandelten Grabens kein solcher Name eingetragen ist.
16. ↑  Einzugsgebiet nach dem Layer Aggregierte Gebiete 05.